# Caernarfon
Caernarfon är en stad och community i nordvästra Wales. Den är huvudort i kommunen Gwynedd. Stadens befolkning är drygt 9 500. Vid folkräkningen 2001 talade 81,6% kymriska. Caernarfon domineras av den medeltida borg som givit staden dess namn: Caer = borg, Môn = Anglesey, borgen mot Anglesey. Anglesey är beläget på andra sidan om det smala Menaisundet (Menai Strait). På engelska stavades stadens namn tidigare Carnarvon eller Caernarvon, men den kymriska stavningen används nu allmänt även på engelska.
Borgen utgjorde scenen för den första engelske kronprins att bli krönt till prins av Wales år 1301. Denna kröning var avsedd att poängtera att Wales numer lydde under den engelske kungen. Sedan dess har varje prins av Wales krönts här. Den senaste var dåvarande kronprins Charles idag Charles III.